# Ivar Johansson (politiker)
Nils Ivar Johansson, född 28 augusti 1899 i Norrköpings S:t Olai församling, Östergötlands län, död 22 december 1994 i Östra Husby församling, Östergötlands län, var en svensk hemmansägare och centerpartistisk politiker.
Johansson var ledamot av riksdagens andra kammare 1937–1940 och 1943–1956, invald i Östergötlands läns valkrets. Han tillhörde därefter första kammaren 1957–1970. Han var 2:e vice talman i första kammaren 1959–1970. Riksgäldsfullmäktig 1961–1970. Ledamot av Östergötlands läns landsting 1938–1964. Ordförande i kommunalfullmäktige 1943–1966.